# Liste der Stolpersteine in Bleicherode
Die Liste der Stolpersteine in Bleicherode enthält alle Stolpersteine, die im Rahmen des gleichnamigen Kunstprojekts von Gunter Demnig in Bleicherode verlegt wurden. Mit ihnen soll an Opfer des Nationalsozialismus erinnert werden, die in Bleicherode lebten und wirkten.

## Verlegte Stolpersteine
| Adresse        | Verlege- datum | Person, Inschrift                                                                    | Bild | Anmerkung |
| -------------- | -------------- | ------------------------------------------------------------------------------------ | ---- | --------- |
| Talstraße 14 · | 4. Mai 2006    | HIER WOHNTE ELLY STEIN GEB. STRAUSS JG. 1890 DEPORTIERT 1943 AUSCHWITZ ERMORDET 1943 |      |           |
| Talstraße 14 · | 4. Mai 2006    | HIER WOHNTE LEOPOLD STEIN JG. 1880 DEPORTIERT 1943 AUSCHWITZ ERMORDET 1943           |      |           |